# Слободка (Молдова)
Слободка (рум. Slobodca) — село в Єдинецькому районі Молдови. Входить до складу комуни, адміністративним центром якої є село Русень. Майже все населення села — старообрядці.